# KS Orlęta Gorzów Wielkopolski
KS Orlęta Gorzów Wielkopolski – polski wielosekcyjny klub sportowy z Gorzowa Wielkopolskiego. Klub powstał w 1958 roku. Działał w strukturach Wojewódzkich Ludowych Klubów Sportowych.